# Ormaiztegi
Ormaiztegi és un municipi de Guipúscoa, de la comarca de Goierri. És un petit municipi conegut principalment pel fet que fou la localitat natal del famós general carlista Tomás de Zumalacárregui i perquè hi ha la seu de l'empresa de carrosseria d'autobusos Irizar. El seu monument més conegut i el símbol del poble és el Viaducte d'Ormaiztegi, una estructura metàl·lica construïda al segle xix com a viaducte de la línia de tren Madrid-Irun.

## Etimologia
El nom del poble s'ha escrit tradicionalment Ormaiztegi, tant en euskera com espanyol, essent la pronunciació lleugerament diferent en ambdós idiomes. Aquest nom va ser adoptat oficialment pel municipi el 1979 i va ser recollit pel B.O.E. el 1989, de manera que Ormaiztegi és actualment l'única denominació oficial del municipi amb caràcter general. La primera referència escrita d'aquesta localitat l'esmenta sota la denominació de Formaiçtegui i es remunta al segle xi. Sobre el seu significat, sembla provenir de l'euskera encara que no és molt clar; orma o forma vol dir paret en euskera, encara que també pot significar gel o gebre, mentre que -(t)egi és un sufix basc amb el significat de casa de, que sol acompanyar noms propis, sobrenoms o professions. Podria tractar-se de la casa d'Ormaiz, essent aquest un nom propi.

## Demografia
| 1900 | 1910 | 1920 | 1929 | 1941 | 1950 | 1960  | 1970  | 1981  | 1991  | 2000  | 2005  |
| ---- | ---- | ---- | ---- | ---- | ---- | ----- | ----- | ----- | ----- | ----- | ----- |
| 674  | 655  | 684  | 707  | 749  | 747  | 1.004 | 1.189 | 1.207 | 1.235 | 1.157 | 1.248 |

## Administració
| 2003 | Iñaki Maiora Oria (Indep.)        |
| 1999 | Iñaki Maiora Oria (PNB-EA)        |
| 1996 | Iñaki Maiora Oria (PNB)           |
| 1995 | (PNV)                             |
| 1991 | Juan Carlos Leturia Yurrita (PNB) |
| 1987 | Arantza Campos Otegi (PNB)        |
| 1983 | José María Elósegui (PNB)         |
| 1979 | José María Elósegui (PNB))        |

## Personatges cèlebres
- Tomás de Zumalacárregui (1788-1835), general carlí.
- Iñaki Maiora Oria (1954): fou corredor professional de ciclo-cross a la dècada de 1980. Des de 1996, és l'alcalde d'Ormaiztegi.
- Miguel Irízar Campos (1934): és bisbe del Callao al Perú.
- Arantza Mancisidor Mendizabal (1948): fou soprano lírica dramàtica.
- Luis Irizar Salazar (1909-1965): religiós carmelita que ha treballat a Colòmbia i Panamà. Fou bisbe de Tumaco el 1961.
- Gregorio Múgica Múgica (1882-1931): Escriptor i promotor cultural basc.
- Serapio Múgica Zufiria (1854-1941): Arxiver, cronista i historiador de Guipúscoa i Sant Sebastià.